# Bowler (Wisconsin)
Bowler és una població dels Estats Units a l'estat de Wisconsin. Segons el cens del 2000 tenia 343 habitants.

## Demografia
Segons el cens del 2000, Bowler tenia 343 habitants, 126 habitatges, i 90 famílies. La densitat de població era de 129,8 habitants per km².
Dels 126 habitatges en un 42,1% hi vivien nens de menys de 18 anys, en un 49,2% hi vivien parelles casades, en un 18,3% dones solteres, i en un 27,8% no eren unitats familiars. En el 24,6% dels habitatges hi vivien persones soles el 12,7% de les quals corresponia a persones de 65 anys o més que vivien soles. El nombre mitjà de persones vivint en cada habitatge era de 2,62 i el nombre mitjà de persones que vivien en cada família era de 3,11.
Per edats la població es repartia de la següent manera: un 33,2% tenia menys de 18 anys, un 8,7% entre 18 i 24, un 25,1% entre 25 i 44, un 20,1% de 45 a 60 i un 12,8% 65 anys o més.
L'edat mediana era de 34 anys. Per cada 100 dones de 18 o més anys hi havia 81,7 homes.
La renda mediana per habitatge era de 34.167 $ i la renda mediana per família de 36.563 $. Els homes tenien una renda mediana de 24.375 $ mentre que les dones 20.000 $. La renda per capita de la població era de 13.285 $. Aproximadament el 3,4% de les famílies i el 6,6% de la població estaven per davall del llindar de pobresa.

## Poblacions més properes
El següent diagrama mostra les poblacions més properes.